# Cecropia peltata
El yagrumo, yarumo, guarumo o guarumbo (Cecropia peltata) es un árbol representativo de la zona intertropical americana y se extiende desde México hasta América del Sur, incluyendo las Antillas. Es común en clima cálido, aunque puede llegar a crecer a altitudes de más de 1000 m s. n. m. en las laderas montañosas, en zonas conocidas como selva nublada, bosque nuboso, bosques caducifolios, siempreverdes y morichales. En México se le conoce con el nombre de coilotapalo. Su nombre en francés es coulequin y en inglés trumpet tree.

## Descripción

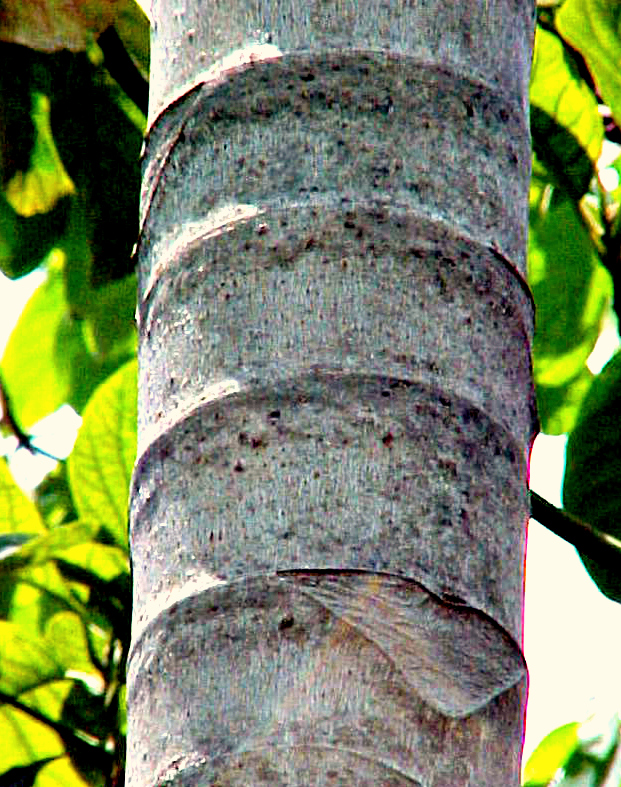
Corteza anillada del yagrumo

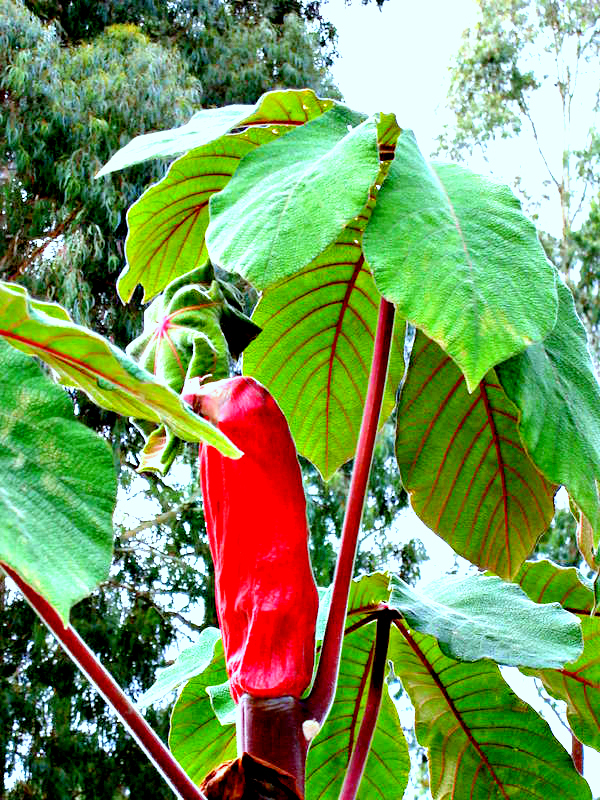
Bráctea que envuelve las inflorescencias inmaduras, que al observarse de lejos pueden verse como un gorro frigio.

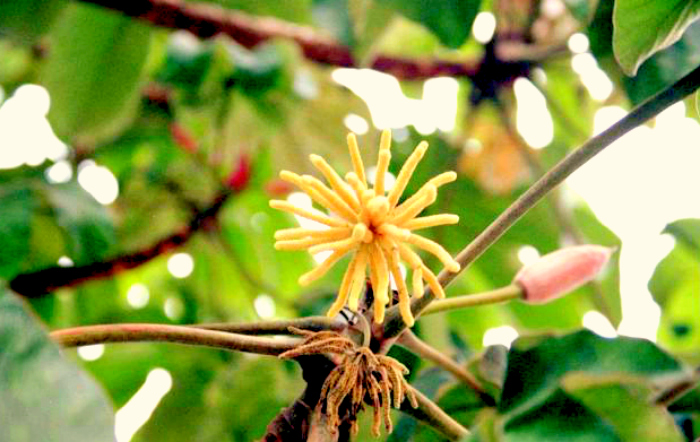
Espiga, en la punta de una rama.

El yagrumo es un árbol de 5 a 30 m de altura, con el tronco derecho, hueco, produciendo con el tiempo raíces zancudas o contrafuertes; corteza lisa, gris clara, con grandes cicatrices circulares de las estípulas caídas y abundantes lenticelas; ramas gruesas, horizontales. Ramillas huecas, tabicadas, con numerosas cicatrices anulares y lenticelas. Yemas de 10-12 cm de largo, cubiertas por una estípula pubescente, caediza. Hojas peltadas, redondeadas, coriáceas, de 30-40 cm de diámetro, divididas en 7-11 lóbulos unidos cerca de la base, enteros o algo sinuosos; tienen el haz áspero al tacto, y el envés blanco-tomentoso, con la nervadura sobresaliente en el envés.

## Flores y frutos
Es un árbol dioico, es decir que tiene flores masculinas dispuestas en espigas, y estas en grupos de 15 a 40, de 3-5 cm de longitud, sobre pedúnculos de 4-12 cm de largo, con espatas de 2,5-6,5 cm de longitud y femeninas dispuestas en espigas, y estas en grupos de 4 a 5, de 4-7 cm de largo, sobre pedúnculos de 2-9 cm de largo, con espatas de 1,5-4 cm de longitud.
Las flores femeninas y masculinas de los yagrumos o guarumbos son producidas en árboles distintos. Estas flores son diminutas y vienen organizadas en espigas conocidas como amentos, los cuales tienen la forma de los dedos de una mano. Las inflorescencias masculinas del yarumo tienen unos 10 amentos, mientras que las femeninas traen sólo 4. Luego de las flores, se desarrollan los frutos, que son pequeños y carnosos y constituyen un alimento favorito de muchas aves (como tangaras, mirlas, cotingas, pavas y tucanes) y mamíferos (monos, perezosos, murciélagos, etc.) que los comen y dispersan sus semillas. Estas pueden observarse en mayo y octubre.

## Variedad blanca o plateada
El yagrumo blanco, también conocido como guarumbo plateado, es especial dentro de este grupo, propio sobre todo de climas calientes y templados, por crecer en los bosques andinos hasta unos 2500 metros sobre el nivel del mar. Presenta además una característica bien inusual: sus hojas tienen un color blanco plateado que las hace destacar incluso a gran distancia. Uno de los espectáculos de los bosques de montaña constituye, precisamente, el brillo que se observa aquí y allá en el dosel cuando decenas o cientos de estos árboles crecen juntos.

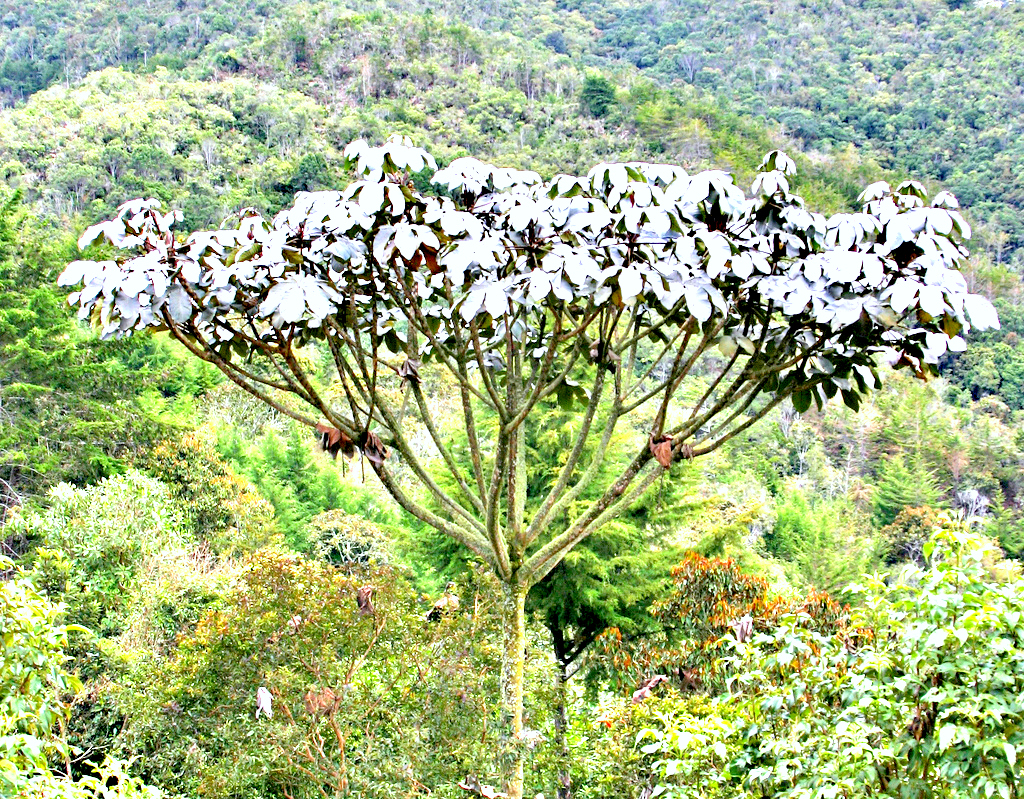
Un yagrumo blanco en medio de un bosque nativo en Rionegro (Antioquia)

Lo más asombroso es que esta coloración es sólo una ilusión óptica ya que las hojas del guarumbo no tienen un pigmento blanco o plateado. Vistas de cerca, son verdes como en la mayoría de las plantas, y el efecto plateado es producido por la densa capa de pelos que cubre las hojas, los cuales difractan la luz que incide sobre ellos y producen así el brillo característico que podemos apreciar a cierta distancia. Se trata, en realidad, de una adaptación a la vegetación de selva nublada (1800-2200 m s. n. m.) con el fin de hacer más eficiente la iluminación de las propias hojas.

## Ecología
Presenta simbiosis con unas agresivas hormigas arborícolas, que se alojan en sus ramas huecas.
Es de crecimiento rápido, sus raíces son superficiales y su vida es corta. Es un árbol típico de la vegetación pionera, crece en los rastrojos, por lo que es ideal para proyectos de reforestación. En realidad, el yagrumo es una especie que en la propia vegetación intertropical tiene funciones de reforestación en forma natural, es decir, sin necesidad de que la siembren. Si se habla de proyectos de reforestación es porque se trata de un árbol de crecimiento muy rápido aunque, en compensación, sea de vida muy corta. Puede crecer en cualquier parte, incluyendo las paredes y pilares de cemento de los puentes y otras construcciones, tal como podemos observar en el Monumento a las  Batallas de La Puerta en Venezuela. Los yagrumos pueden llegar a tener una vida más larga si crecen en áreas de topografía y/o suelos muy pobres, donde otras especies más exigentes no pueden desarrollarse fácilmente.

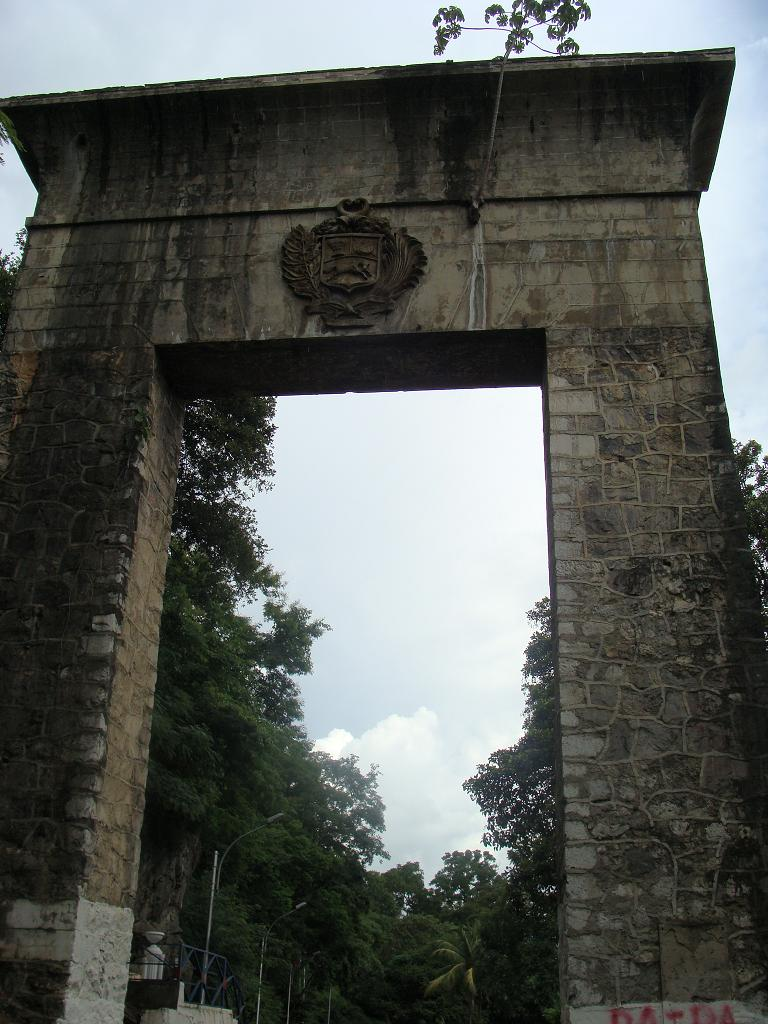
Un yagrumo crece en la pared desnuda del monumento a las Batallas de La Puerta, junto al río Guárico en Venezuela. Puede verse la huella blanca dejada por la meteorización producida por la propia planta mediante un proceso sencillo de carbonatación: el dióxido de carbono del aire se transforma en ácido carbónico al añadir una molécula de agua también del aire, mientras que la roca del monumento es caliza (Carbonato cálcico, CO_{3}Ca) que no es soluble en el agua mientras que el ácido carbónico ataca al carbonato cálcico convirtiéndolo en bicarbonato cálcico que sí se disuelve en el agua. Pero como este es un proceso reversible, al ir descendiendo las gotas de bicarbonato cálcico, se va secando una molécula de agua, convirtiendo de nuevo ese bicarbonato en carbonato cálcico con su característico color blanco, al estar libre de impurezas y minerales

Puede verse en la imagen de La Piedra de la Virgen, más de una decena de yagrumos a ambos lados de la carretera de Santa Elena de Uairén, lo que nos muestra el carácter pionero de este tipo de árbol, ya que invade rápidamente cualquier espacio abierto recientemente. Sin embargo, si penetrásemos en la selva, es muy probable que no pudiéramos encontrar ningún ejemplar del mismo. Asimismo, no se puede hablar de una especie invasora, ya que solo ocupa espacios descubiertos de vegetación, desapareciendo tan pronto como la vegetación natural se regenera o restablece.

### Fauna asociada
- Perezoso Choloepus hoffmanni

- Murciélago Artibeus lituratus
- Murciélago Platyrrhinus dorsalis
- Mono aullador Alouatta seniculus
- Cusumbo Nasua nasua
- Ardilla Sciurus granatensis
- Pava Chamaepetes goudotii
- Pava Penelope perspicax
- Perdiz Odontophorus hyperythrus
- Lora, cotorra Pionus chalcopterus
- Lora, cotorra Pionus tumultuosus
- Cuco ardilla Piaya cayana

- Pájaro péndulo Momotus momota

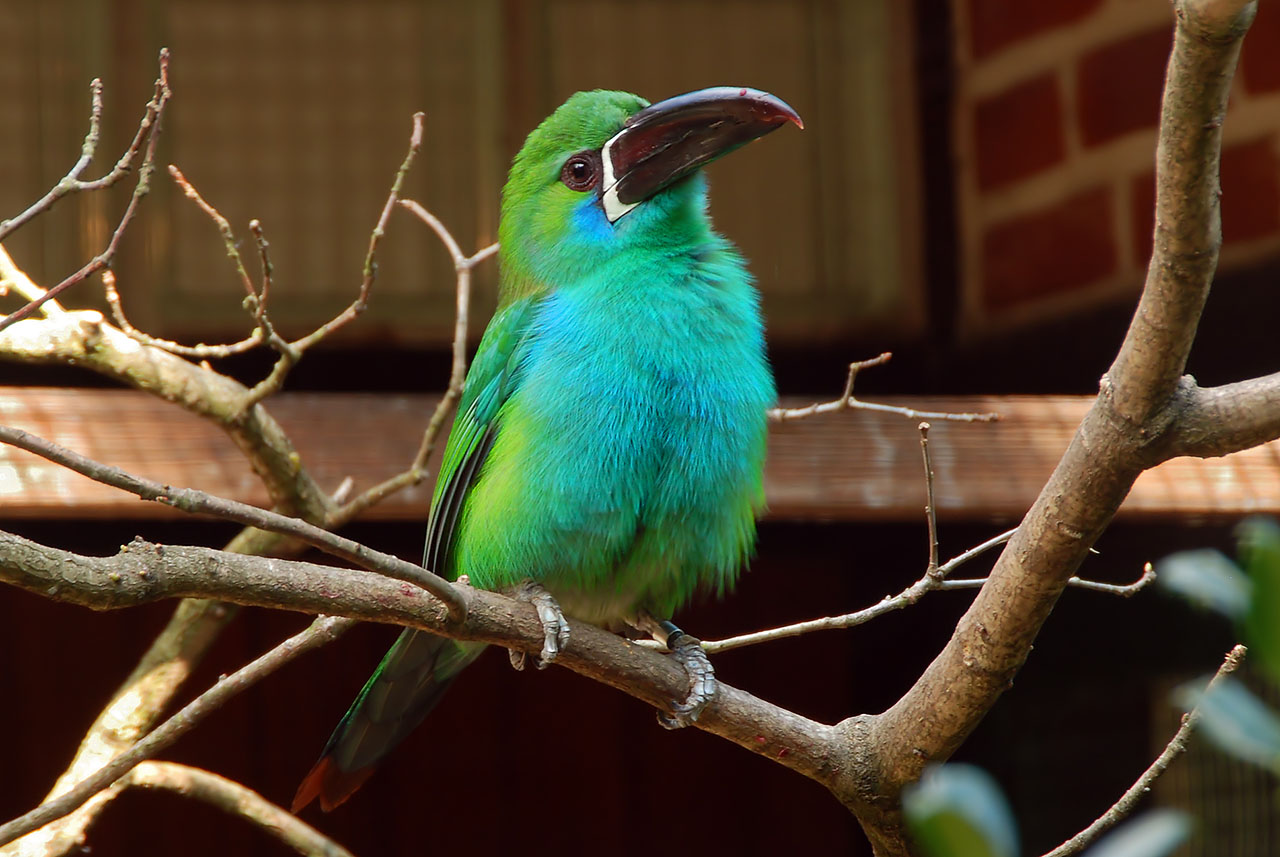
El tucanete o tucancito realiza su nido en un tronco de yagrumo, del cual también obtiene su alimento

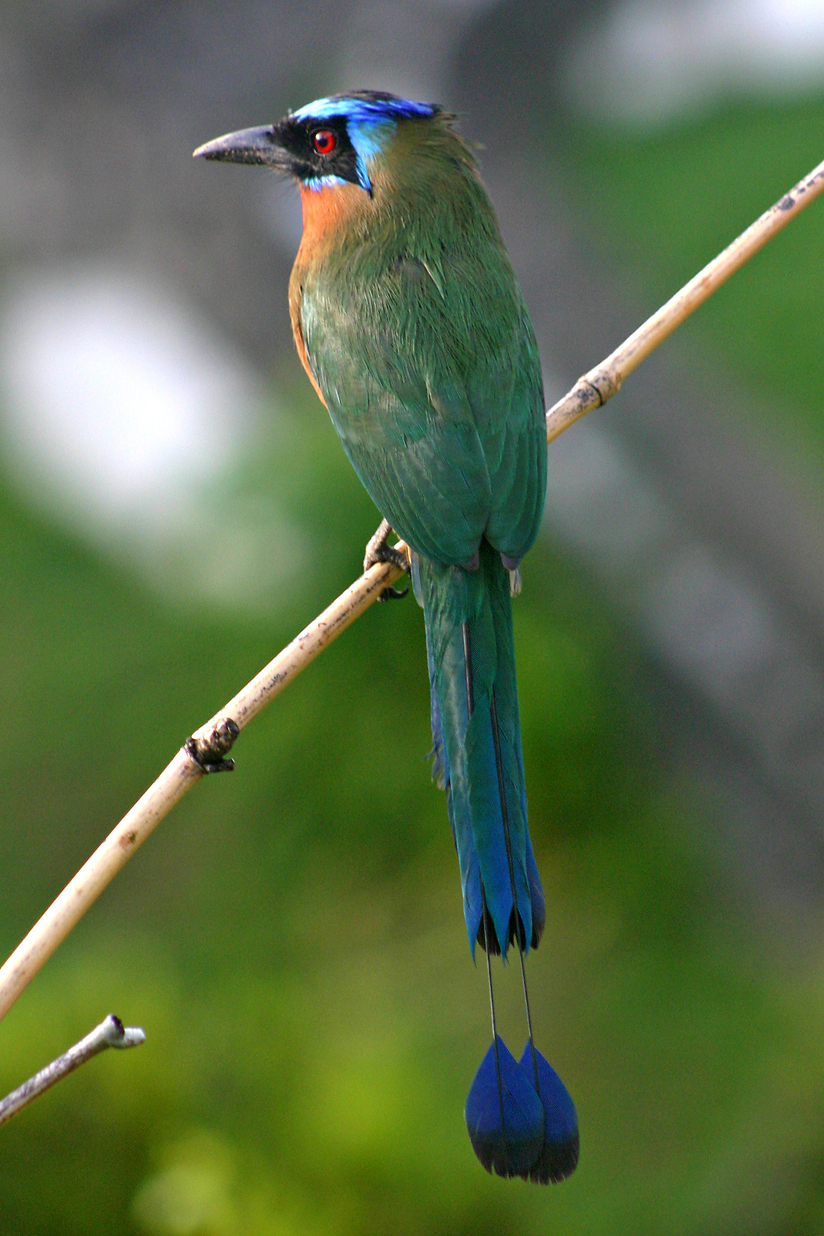
Pájaro péndulo.

- Tucancito Aulacorhynchus haematopygus
- Carpintero Melanerpes formicivorus
- Bichofué Pitangus sulphuratus
- Atrapamoscas Myiarchus
- Gallito de roca Rupicola peruviana
- Toropisco Pyroderus scutatus
- Saltarín Xenopipo flavicapilla
- Quinquina Cyanocorax yncas
- Buchipecosa Catharus ustulatus
- Mirla Turdus ignobilis
- Hemispingo Thraupidae
- Asoma, toche Ramphocelus flammigerus
- Azulejo Thraupis episcopus
- Azulejo Thraupis palmarum
- Tangara primavera Anisognathus somptuosus
- Viuva Pipraeidea melanonota
- Tangara multicolor Chlorochrysa nitidissima
- Tangara Tangara
- Saltador Saltator atripennis
- Gorrión montés Atlapetes albinucha
- Montero Chlorospingus canigularis
- Cardenal, piranga Piranga flava y Piranga rubra
- Eufonia Euphonia laniirostris y Euphonia laniirostris

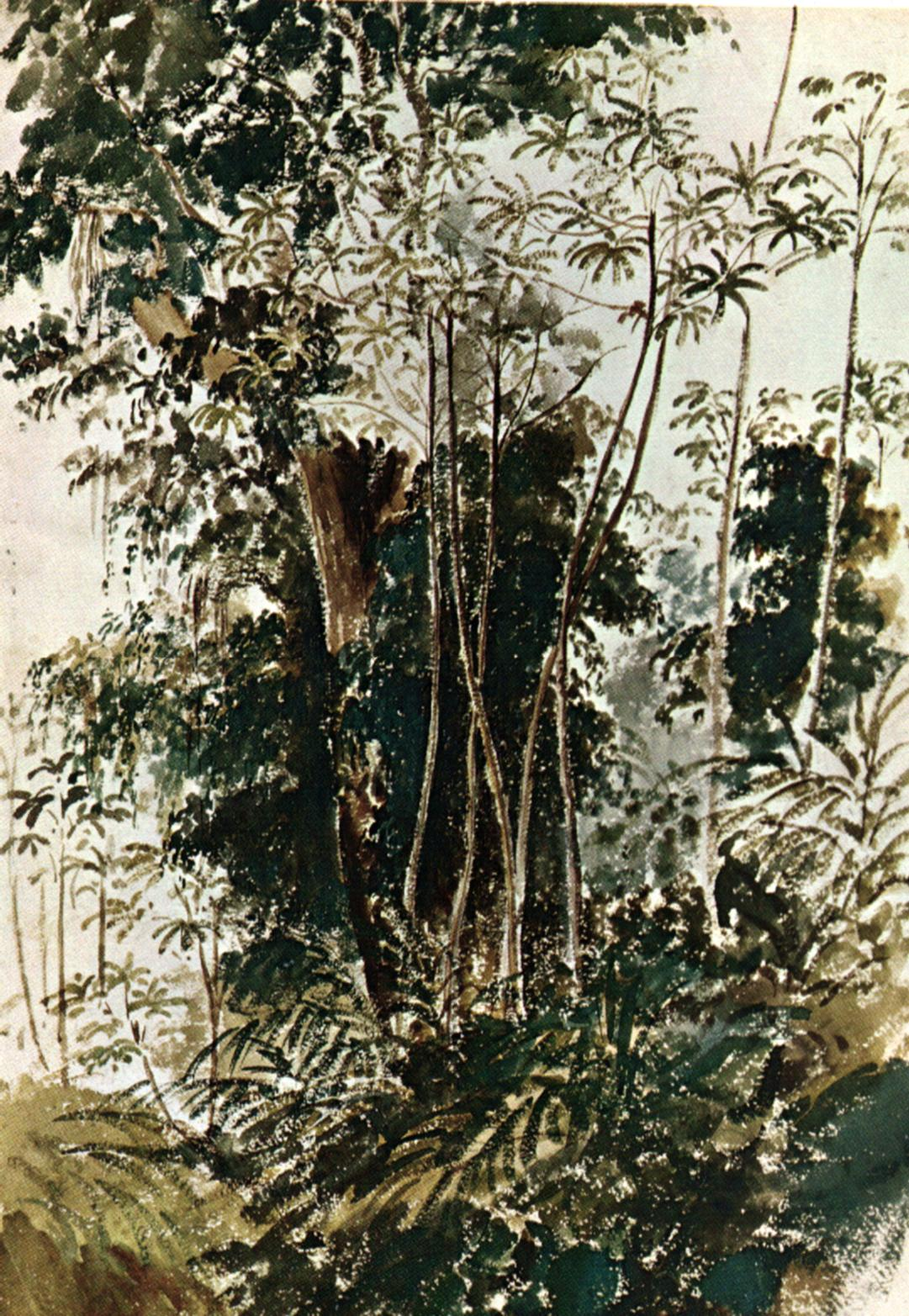
Cuadro del pintor Camille Pissarro de la vegetación tropical realizado durante los tiempos de su estadía en Venezuela, en el que se pueden ver algunos ejemplares de yagrumos, tanto en un primer plano a la derecha como en un segundo plano a la izquierda.

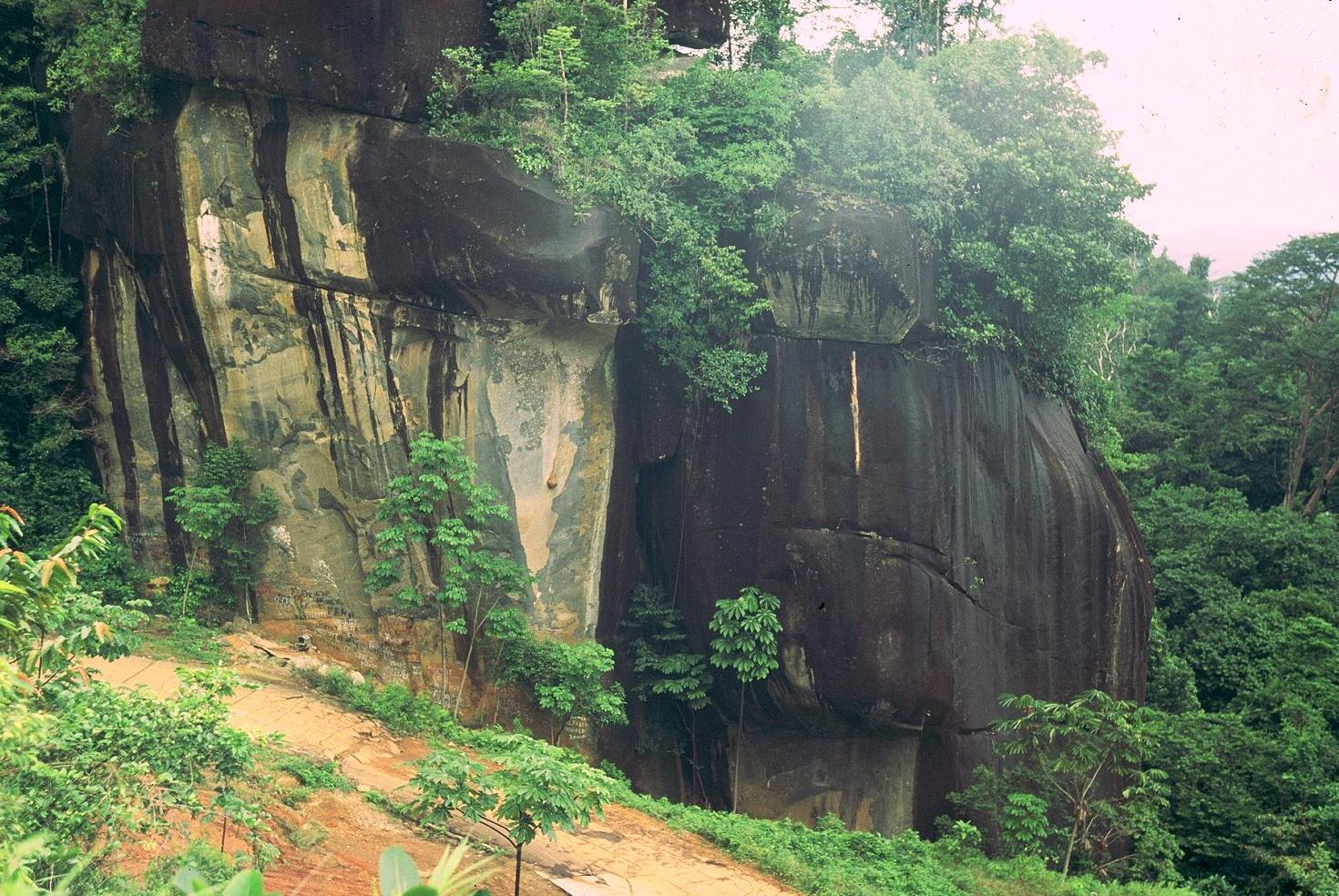
La Piedra de la Virgen en el tramo conocido como La Escalera, al inicio de la Gran Sabana, en el Estado Bolívar, Venezuela.

## Taxonomía
Cecropia peltata fue descrita por Carlos Linneo y publicado en Systema Naturae, Editio Decima 2: 1286. 1759.
Etimología
Cecropia: nombre genérico dedicado a la figura mitológica griega Cecrops, quien supuestamente fue el primer rey ateniense.
peltata: epíteto del latín, peltatus-a-um = "peltado", en alusión a sus hojas. 
Algunas tribus americanas cortaban piezas de un par de metros de longitud y las utilizaban como conductos para el agua, también se utilizó y aun hoy día se ven instrumentos musicales de viento hechos con ramas cortas debido a su concavidad y facilidad de trabajar, lo que explica su nombre popular en inglés trumpet tree.
Sinonimia:
- Ambaiba peltata (L.) Kuntze
- Ambaiba surinamensis (Miq.) Kuntze
- Cecropia amphichlora Standl. & L.O.Williams
- Cecropia arachnoidea Pittier
- Cecropia asperrima Pittier
- Cecropia dielsiana Snethl.
- Cecropia digitata var. grisea Miq.
- Cecropia goodspeedii Cuatrec.
- Cecropia hondurensis Standl.
- Cecropia humboldtiana Klotzsch
- Cecropia propinqua Schott ex Miq.
- Cecropia scabrifolia V.A.Richt.
- Cecropia schiedeana Klotzsch
- Cecropia surinamensis Miq.
- Ambaiba humboldtiana (Klotzsch) Kuntze
- Ambaiba propinqua (Miq.) Kuntze
- Ambaiba schiedeana (Klotzsch) Kuntze
- Cecropia argentea Vis.
- Coilotapalus peltata Britton
- Coilotapalus peltata Hitchc.[4]

## Propiedades
Indicaciones: El látex de este árbol es astringente y corrosivo, se usa contra las verrugas, callos, herpes, úlceras, disentería y enfermedades venéreas. La corteza es antiblenorrágica, las raíces antibiliosas y el fruto emulgente. Las hojas son analgésicas, emenagogas, antiasmáticas, y también se usan en afecciones del hígado e hidropesía. En general se plantea que posee propiedades hipostenizantes, cardiovasculares, como febrífugo, diurético, suavizante de la piel, tónico-capilares y cicatrizantes. En Colombia la consideran eficaz contra la Corea, el mal de Parkinson y como sustituto de la digitalina, también su corteza en infusión sirve para la insolación y la tosferina. Los cogollos hervidos se usan contra el dolor de muelas. Facilita el parto y las molestias menstruales.

## Usos
El tronco principal del árbol es sólido y compuesto de una suave, débil, y frágil madera. Se combina con el cemento para hacer paneles de aislamiento y se convierte en lana de madera, cerillas, cajas, juguetes, las particiones de espacios en viviendas, y en la obtención de pulpa de papel. La madera se enciende fácilmente a partir de la fricción y hace buena yesca. Del látex en el interior de la corteza se obtiene una fibra gruesa. Las hojas se utilizan a veces como papel de lija. Los tallos huecos se han moldeado en instrumentos musicales, carrozas de pesca, salvavidas, bebederos de agua, alcantarillas, botellas y tapones de corcho. Las hojas secas de color caoba oscuro debajo, marrón y blanco arriba se enroscan en interesantes formas escultóricas que pueden ser utilizados en arreglos secados.
En el Amazonas, culturas que tienen relación con la planta de coca la tuestan y pulverizan, mezclándola con ceniza de las hojas de Cecropia peltata como aditivo alcalino; el resultado es un polvo verde que se llama mambe.